# Giải đua ô tô Công thức 1 Qatar 2024
Giải đua ô tô Công thức 1 Qatar 2024 (tên chính thức là Formula 1 Qatar Airways Qatar Grand Prix 2024) là một chặng đua Công thức 1 được tổ chức vào ngày 1 tháng 12 năm 2024 tại Trường đua Losail ở Losail, Qatar. Đây là chặng đua thứ 23 và áp chót của Giải đua xe Công thức 1 2024 và là chặng đua Công thức 1 thứ sáu và cũng là cuối cùng của mùa giải thể thức chặng đua nước rút được áp dụng. Lando Norris của McLaren đã giành vị trí pole cho chặng đua nước rút. Oscar Piastri giành chiến thắng trong chặng đua nước rút trước đồng đội Norris và George Russell của Mercedes sau khi được Norris nhường chiến thắng. Russell giành vị trí pole cho cuộc đua chính mặc dù Max Verstappen của Red Bull Racing là người lập thời gian nhanh nhất trong vòng phân hạng cho cuộc đua chính. Thế nhưng, Verstappen bị giáng xuống một vị trí do di chuyển với tốc độ chậm không cần thiết trong vòng phân hạng.

## Bối cảnh
Giải đua ô tô Công thức 1 Qatar 2024 được tổ chức tại Trường đua Losail ở Losail, Qatar, vào cuối tuần từ ngày 29 tháng 11 đến ngày 1 tháng 12. Giải đua ô tô Công thức 1 Qatar 2024 là chặng đua thứ 23 và áp chót của Giải đua xe Công thức 1 2024. Bên cạnh đó, đây là lần thứ ba Giải đua ô tô Công thức 1 Qatar được tổ chức tại trường đua Losail.

### Bảng xếp hạng trước chặng đua
Max Verstappen, người đã giành chức vô địch tại chặng đua trước đó ở Las Vegas, dẫn đầu bảng xếp hạng tay đua với 403 điểm, cách Lando Norris (340 điểm) ở vị trí thứ hai với 63 điểm và Charles Leclerc (319 điểm) ở vị trí thứ ba với 84 điểm. McLaren (608 điểm) dẫn đầu bảng xếp hạng đội đua trước Ferrari (584 điểm) ở vị trí thứ hai và Red Bull Racing (555 điểm) ở vị trí thứ ba.

#### Xác suất vô địch
McLaren có cơ hội giành danh hiệu vô địch Giải vô địch các đội đua lần thứ chín tại sự kiện này, lần đầu tiên kể từ năm 1998. McLaren có thể giành chức vô địch nếu ghi điểm ít nhất hơn 20 điểm trước Ferrari và không bị Red Bull Racing hơn quá 9 điểm. Danh hiệu đội đua vô địch không thể được quyết định sau chặng đua nước rút.

### Danh sách các tay đua và đội đua
Danh sách các tay đua và đội đua y hệt với danh sách các tay đua và đội đua tham gia mùa giải ngoại trừ Franco Colapinto, người thay thế Logan Sargeant tại Williams từ Giải đua ô tô Công thức 1 Ý trở đi, và Liam Lawson, người thay thế Daniel Ricciardo tại RB trong phần còn lại của mùa giải.

### Lựa chọn lốp xe
Nhà cung cấp lốp xe duy nhất Pirelli đã mang đến các hợp chất lốp xe C1, C2 và C3 (ba loại cứng nhất trong phạm vi của Pirelli), được chỉ định lần lượt là cứng, trung bình và mềm để các đội sử dụng tại chặng đua.

### Thay đổi đường đua
Khu vực DRS dẫn vào khúc cua số 1 đã được rút ngắn 100 m.

## Buổi đua thử
Buổi đua thử duy nhất được tổ chức. Buổi đua thử duy nhất diễn ra vào ngày 29 tháng 11 năm 2024 vào lúc 16:30 giờ địa phương (UTC+3). Charles Leclerc của Ferrari là người dẫn đầu với thời gian là 1:21,953 phút trước cặp tay đua của McLaren là Lando Norris và Oscar Piastri lần lượt theo sau ở vị trí thứ hai và ba.

## Vòng phân hạng chặng đua nước rút
Vòng phân hạng chặng đua nước rút đã được tổ chức vào ngày 29 tháng 11 năm 2024, lúc 20:30 giờ địa phương (UTC+3), gồm ba phần và các vị trí xuất phát cho chặng đua nước rút được xác định. Phần đầu tiên (SQ1) kéo dài 12 phút. Lando Norris đứng đầu với thời gian 1:21,356 phút, trong khi Sergio Pérez của đội đua Red Bull Racing, Tsunoda Yūki của RB, Esteban Ocon của Alpine, Chu Quán Vũ của Kick Sauber và Franco Colapinto của Williams bị loại.
Phần thứ hai (SQ2) kéo dài 10 phút. Mười tay đua nhanh nhất của phần này đi tiếp vào phần thứ ba (Q3) và cuối cùng của vòng phân hạng. Lando Norris là người đứng đầu với thời gian 1:21,231 phút. Các tay đua bị loại gồm cả hai tay đua của Aston Martin, Alexander Albon của Williams, Valtteri Bottas của Kick Sauber và Kevin Magnussen của Haas.
Phần thứ ba (SQ3) kéo dài 8 phút, trong đó mười vị trí xuất phát đầu tiên được xác định sẵn cho chặng đua nước rút. Lando Norris là người giành vị trí pole với thời gian 1:21,012 phút, trước George Russell ở vị trí thứ hai và Oscar Piastri ở vị trí thứ ba.

### Kết quả vòng phân hạng chặng đua nước rút
| Vị trí                   | Số xe | Tay đua          | Đội đua                      | SQ1      | SQ2      | SQ3      | Vị trí xuất phát |
| ------------------------ | ----- | ---------------- | ---------------------------- | -------- | -------- | -------- | ---------------- |
| 1                        | 4     | Lando Norris     | McLaren-Mercedes             | 1:21,356 | 1:21,231 | 1:21,012 | 1                |
| 2                        | 63    | George Russell   | Mercedes                     | 1:22,021 | 1:21,488 | 1:21,075 | 2                |
| 3                        | 81    | Oscar Piastri    | McLaren-Mercedes             | 1:22,218 | 1:21,548 | 1:21,171 | 3                |
| 4                        | 55    | Carlos Sainz Jr. | Ferrari                      | 1:21,838 | 1:21,809 | 1:21,281 | 4                |
| 5                        | 16    | Charles Leclerc  | Ferrari                      | 1:22,156 | 1:21,818 | 1:21,308 | 5                |
| 6                        | 1     | Max Verstappen   | Red Bull Racing-Honda RBPT   | 1:22,033 | 1:21,784 | 1:21,315 | 6                |
| 7                        | 44    | Lewis Hamilton   | Mercedes                     | 1:22,151 | 1:21,734 | 1:21,474 | 7                |
| 8                        | 10    | Pierre Gasly     | Alpine-Renault               | 1:22,586 | 1:22,352 | 1:21,978 | 8                |
| 9                        | 27    | Nico Hülkenberg  | Haas-Ferrari                 | 1:22,569 | 1:22,318 | 1:22,088 | 9                |
| 10                       | 30    | Liam Lawson      | RB-Honda RBPT                | 1:22,705 | 1:22,393 | 1:22,577 | 10               |
| 11                       | 14    | Fernando Alonso  | Aston Martin Aramco-Mercedes | 1:22,499 | 1:22,433 | –        | 11               |
| 12                       | 23    | Alexander Albon  | Williams-Mercedes            | 1:22,705 | 1:22,526 | –        | 12               |
| 13                       | 77    | Valtteri Bottas  | Kick Sauber-Ferrari          | 1:22,506 | 1:22,538 | –        | 13               |
| 14                       | 18    | Lance Stroll     | Aston Martin Aramco-Mercedes | 1:22,522 | 1:22,599 | –        | 14               |
| 15                       | 20    | Kevin Magnussen  | Haas-Ferrari                 | 1:22,560 | 1:22,738 | –        | 15               |
| 16                       | 11    | Sergio Pérez     | Red Bull Racing-Honda RBPT   | 1:22,718 | –        | –        | Làn pit1         |
| 17                       | 22    | Tsunoda Yūki     | RB-Honda RBPT                | 1:22,722 | –        | –        | 16               |
| 18                       | 31    | Esteban Ocon     | Alpine-Renault               | 1:22,906 | –        | –        | 17               |
| 19                       | 24    | Chu Quán Vũ      | Kick Sauber-Ferrari          | 1:22,948 | –        | –        | 18               |
| 20                       | 43    | Franco Colapinto | Williams-Mercedes            | 1:23,423 | –        | –        | Làn pit1         |
| Thời gian 107%: 1:27,050 |       |                  |                              |          |          |          |                  |

Ghi chú
- ^1  – Sergio Pérez và Franco Colapinto cán đích vòng phân hạng lần lượt ở vị trí thứ 16 và 20, nhưng được yêu cầu xuất phát chặng đua nước rút từ làn pit vì xe của họ đã được sửa đổi trong điều kiện parc fermé.

## Chặng đua nước rút
Cuộc đua chính được tổ chức vào ngày 30 tháng 11 năm 2024 lúc 17:00 giờ địa phương (UTC+3) với 19 vòng đua.
Sergio Pérez và Franco Colapinto đều xuất phát chặng đua nước rút từ làn pit do những chiếc xe của họ được thay đổi trái phép trong điều kiện parc fermé. Lando Norris dẫn đầu cuộc đua sau màn xuất phát trước đồng đội Oscar Piastri và George Russell. McLaren yêu cầu Norris giữ khoảng cách một giây với Piastri để Piastri đứng trước Russell. Ở vòng đua thứ 10, Charles Leclerc đã vượt qua Lewis Hamilton để giành vị trí thứ năm. Chu Quán Vũ buộc phải vào pit để thay lốp mềm bị mòn trong khi Pérez vào làn pit để thay mũi xe mới.
Ở vòng đua cuối cùng, mặc dù McLaren muốn giữ nguyên thứ tự vị trí, Norris đã giảm tốc độ để Piastri mang về chiến thắng trong cuộc đua sprint. Sau đó, Norris đã tuyên bố rằng anh đã "đáp lại ân huệ" sau khi Piastri để Norris vượt qua để Norris giành chiến thắng trong chặng đua nước rút tại Giải đua ô tô Công thức 1 São Paulo bốn tuần trước đó. Các tay đua còn lại ghi điểm trong chặng đua nước rút là Sainz Jr. Leclerc, Hamilton, Nico Hülkenberg và Max Verstappen.

### Kết quả cuộc đua chính
| Vị trí                                                                           | Số xe | Tay đua          | Đội đua                      | Số vòng | Thời gian/ Bỏ cuộc | Vị trí xuất phát | Số điểm |
| -------------------------------------------------------------------------------- | ----- | ---------------- | ---------------------------- | ------- | ------------------ | ---------------- | ------- |
| 1                                                                                | 81    | Oscar Piastri    | McLaren-Mercedes             | 19      | 27:03,010          | 3                | 8       |
| 2                                                                                | 4     | Lando Norris     | McLaren-Mercedes             | 19      | + 0,136            | 1                | 7       |
| 3                                                                                | 63    | George Russell   | Mercedes                     | 19      | + 0,410            | 2                | 6       |
| 4                                                                                | 55    | Carlos Sainz Jr. | Ferrari                      | 19      | + 1,326            | 4                | 5       |
| 5                                                                                | 16    | Charles Leclerc  | Ferrari                      | 19      | + 5,073            | 5                | 4       |
| 6                                                                                | 44    | Lewis Hamilton   | Mercedes                     | 19      | + 5,650            | 7                | 3       |
| 7                                                                                | 27    | Nico Hülkenberg  | Haas-Ferrari                 | 19      | + 8,508            | 9                | 2       |
| 8                                                                                | 1     | Max Verstappen   | Red Bull Racing-Honda RBPT   | 19      | + 10,368           | 6                | 1       |
| 9                                                                                | 10    | Pierre Gasly     | Alpine-Renault               | 19      | + 14,513           | 8                |         |
| 10                                                                               | 20    | Kevin Magnussen  | Haas-Ferrari                 | 19      | + 15,485           | 15               |         |
| 11                                                                               | 14    | Fernando Alonso  | Aston Martin Aramco-Mercedes | 19      | + 19,204           | 11               |         |
| 12                                                                               | 77    | Valtteri Bottas  | Kick Sauber-Ferrari          | 19      | + 23,351           | 13               |         |
| 13                                                                               | 18    | Lance Stroll     | Aston Martin Aramco-Mercedes | 19      | + 24,421           | 14               |         |
| 14                                                                               | 31    | Esteban Ocon     | Alpine-Renault               | 19      | + 30,379           | 17               |         |
| 15                                                                               | 23    | Alexander Albon  | Williams-Mercedes            | 19      | + 33,062           | 12               |         |
| 16                                                                               | 30    | Liam Lawson      | RB-Honda RBPT                | 19      | + 34,356           | 10               |         |
| 17                                                                               | 22    | Tsunoda Yūki     | RB-Honda RBPT                | 19      | + 35,102           | 16               |         |
| 18                                                                               | 43    | Franco Colapinto | Williams-Mercedes            | 19      | + 35,639           | Làn pit          |         |
| 19                                                                               | 24    | Chu Quán Vũ      | Kick Sauber-Ferrari          | 19      | + 1:11,436         | 18               |         |
| 20                                                                               | 11    | Sergio Pérez     | Red Bull Racing-Honda RBPT   | 19      | + 1:14,371         | Làn pit          |         |
| Vòng đua nhanh nhất: Charles Leclerc (Ferrari) - 1:23,923 phút (vòng đua thứ 18) |       |                  |                              |         |                    |                  |         |

## Vòng phân hạng cuộc đua chính
Vòng phân hạng cuộc đua chính đã được tổ chức vào ngày 30 tháng 11 năm 2024, lúc 21:00 giờ địa phương (UTC+3), gồm ba phần và các vị trí xuất phát cho chặng đua nước rút được xác định. Phần đầu tiên (Q1) kéo dài 18 phút. George Russell của Mercedes đứng đầu với thời gian 1:21,241 phút, trong khi cả hai tay đua Williams, Liam Lawson của RB, Nico Hülkenberg của Haas và Esteban Ocon của Alpine bị loại.
Phần thứ hai (Q2) kéo dài 15 phút. Mười tay đua nhanh nhất của phần này đi tiếp vào phần thứ ba (Q3) và cuối cùng của vòng phân hạng. Max Verstappen của Red Bull Racing là người đứng đầu với thời gian 1:20,687 phút. Các tay đua bị loại gồm Pierre Gasly của Alpine, cả hai tay đua Kick Sauber, Tsunoda Yūki của RB và Lance Stroll của Aston Martin.
Phần thứ ba (Q3) kéo dài 12 phút, trong đó mười vị trí xuất phát đầu tiên được xác định sẵn cho cuộc đua chính. Russell là người giành vị trí pole mặc dù Verstappen kết thúc vòng phân hạng với thời gian nhanh nhất vì 1:20,520 phút. Thế nhưng, Verstappen bị tụt xuống vị trí thứ 2 do lái xe với tốc độ chậm không cần thiết tại Q3. Lando Norris của McLaren kết thúc vòng phân hạng cuộc đua chính ở vị trí thứ ba.

### Kết quả vòng phân hạng cuộc đua chính
| Vị trí                   | Số xe | Tay đua          | Đội đua                      | Q1       | Q2       | Q3       | Vị trí xuất phát |
| ------------------------ | ----- | ---------------- | ---------------------------- | -------- | -------- | -------- | ---------------- |
| 1                        | 1     | Max Verstappen   | Red Bull Racing-Honda RBPT   | 1:21,579 | 1:20,687 | 1:20,520 | 21               |
| 2                        | 63    | George Russell   | Mercedes                     | 1:21,241 | 1:21,069 | 1:20,575 | 1                |
| 3                        | 4     | Lando Norris     | McLaren-Mercedes             | 1:21,578 | 1:20,983 | 1:20,772 | 3                |
| 4                        | 81    | Oscar Piastri    | McLaren-Mercedes             | 1:21,821 | 1:21,121 | 1:20,829 | 4                |
| 5                        | 16    | Charles Leclerc  | Ferrari                      | 1:21,278 | 1:21,000 | 1:20,852 | 5                |
| 6                        | 44    | Lewis Hamilton   | Mercedes                     | 1:21,637 | 1:21,095 | 1:21,011 | 6                |
| 7                        | 55    | Carlos Sainz Jr. | Ferrari                      | 1:21,447 | 1:21,199 | 1:21,041 | 7                |
| 8                        | 14    | Fernando Alonso  | Aston Martin Aramco-Mercedes | 1:21,608 | 1:21,208 | 1:21,251 | 8                |
| 9                        | 11    | Sergio Pérez     | Red Bull Racing-Honda RBPT   | 1:21,675 | 1:21,425 | 1:21,425 | 9                |
| 10                       | 20    | Kevin Magnussen  | Haas-Ferrari                 | 1:21,891 | 1:21,387 | 1:21,500 | 10               |
| 11                       | 10    | Pierre Gasly     | Alpine-Renault               | 1:21,843 | 1:21,437 | –        | 11               |
| 12                       | 24    | Chu Quán Vũ      | Kick Sauber-Ferrari          | 1:22,103 | 1:21,501 | –        | 12               |
| 13                       | 77    | Valtteri Bottas  | Kick Sauber-Ferrari          | 1:21,927 | 1:21,731 | –        | 13               |
| 14                       | 22    | Tsunoda Yūki     | RB-Honda RBPT                | 1:22,364 | 1:21,771 | –        | 14               |
| 15                       | 18    | Lance Stroll     | Aston Martin Aramco-Mercedes | 1:22,011 | 1:21,911 | –        | 15               |
| 16                       | 23    | Alexander Albon  | Williams-Mercedes            | 1:22,390 | –        | –        | 16               |
| 17                       | 30    | Liam Lawson      | RB-Honda RBPT                | 1:22,411 | –        | –        | 17               |
| 19                       | 27    | Nico Hülkenberg  | Haas-Ferrari                 | 1:22,442 | –        | –        | 18               |
| 19                       | 43    | Franco Colapinto | Williams-Mercedes            | 1:22,594 | –        | –        | 19               |
| 20                       | 31    | Esteban Ocon     | Alpine-Renault               | 1:22,714 | –        | –        | 20               |
| Thời gian 107%: 1:26,927 |       |                  |                              |          |          |          |                  |

Ghi chú
- ^1  – Max Verstappen cán đích vòng phân hạng ở vị trí thứ 1 nhưng bị giáng xuống một vị trí vì lái xe chậm không cần thiết ở Q3.

## Cuộc đua chính
Cuộc đua chính được tổ chức vào ngày 1 tháng 12 năm 2024 vào lúc 19:00 giờ địa phương (UTC+3) với 57 vòng đua.

### Diễn biến cuộc đua
Sau khi cuộc đua chính bắt đầu, Max Verstappen và Lando Norris nhanh chóng vượt qua George Russell, đẩy anh xuống vị trí thứ ba. Xe an toàn được triển khai ngay sau đó khi ở phía sau, Esteban Ocon va chạm với Nico Hülkenberg và Franco Colapinto, khiến anh và Colapinto phải bỏ cuộc sau đó, còn Lance Stroll nhận án phạt mười giây vì gây ra va chạm với Alexander Albon. Vòng đua thứ 5, ngay sau khi xe an toàn được rút vào, Liam Lawson mất lái và suýt đâm vào Valtteri Bottas khiến anh phải nhận án phạt mười giây. Vòng đua thứ 30, một chiếc gương chiếu hậu của Albon bị rơi khiến cho cờ vàng xuất hiện, Norris đã thất bại trong việc giảm tốc độ và Verstappen đã báo cáo việc này. Xe an toàn cuối cùng cũng được triển khai khi Bottas đã đâm trúng vào chiếc gương chiếu hậu trên đường đua khiến nó vỡ tan và văng thành nhiều mảnh trên đường đua khiến cho hai chiếc xe của Lewis Hamilton và Carlos Sainz Jr. nổ lốp sau khi đâm phải vào vòng đua thứ 34 và 35. Hamilton sau đó cũng phải nhận án phạt lái qua do tăng tốc trong làn pit. Khi xe an toàn vẫn đang được triển khai, chiếc xe của Sergio Pérez mất lái, tụt xuống vị trí cuối cùng và bỏ cuộc. Khi xe an toàn được rút vào ở vòng đua thứ 40, chiếc xe của Hülkenberg mất lái, lao vào bãi sỏi và bỏ cuộc. Vòng đua thứ 46, Norris nhận án phạt mười giây dừng và đi do thất bại trong việc giảm tốc độ khi có cờ vàng ở vòng đua thứ 30 khiến anh tụt xuống vị trí cuối cùng, những nỗ lực sau đó chỉ giúp anh có được vị trí thứ 10 chung cuộc. Verstappen giành chiến thắng cuộc đua trước Charles Leclerc, Oscar Piastri và Russell, người về đích thứ tư dù nhận án phạt năm giây do vi phạm quy tắc xe an toàn. Chu Quán Vũ về đích thứ tám để ghi những số điểm đầu tiên trong mùa giải của anh cho đội đua Sauber.
Mặc dù Verstappen đã giành chiến thắng, đội đua Red Bull vẫn rơi khỏi vị trí cạnh tranh trên bảng xếp hạng các đội đua mà đội đã vô địch trong hai mùa trước đó, Giải đua ô tô Công thức 1 Abu Dhabi 2024 sẽ là chặng đua quyết định đội đua vô địch của mùa giải 2024 giữa hai đội đua McLaren và Ferrari.

### Kết quả cuộc đua chính
| Vị trí                                                                    | Số xe | Tay đua          | Đội đua                      | Số vòng | Thời gian/ Bỏ cuộc | Vị trí xuất phát | Số điểm |
| ------------------------------------------------------------------------- | ----- | ---------------- | ---------------------------- | ------- | ------------------ | ---------------- | ------- |
| 1                                                                         | 1     | Max Verstappen   | Red Bull Racing-Honda RBPT   | 57      | 1:31:05,323        | 2                | 25      |
| 2                                                                         | 16    | Charles Leclerc  | Ferrari                      | 57      | +6,031             | 5                | 18      |
| 3                                                                         | 81    | Oscar Piastri    | McLaren-Mercedes             | 57      | +6,819             | 4                | 15      |
| 4                                                                         | 63    | George Russell   | Mercedes                     | 57      | +14,1041           | 1                | 12      |
| 5                                                                         | 10    | Pierre Gasly     | Alpine-Renault               | 57      | +16,782            | 11               | 10      |
| 6                                                                         | 55    | Carlos Sainz Jr. | Ferrari                      | 57      | +17,476            | 7                | 8       |
| 7                                                                         | 14    | Fernando Alonso  | Aston Martin Aramco-Mercedes | 57      | +19,867            | 8                | 6       |
| 8                                                                         | 24    | Chu Quán Vũ      | Kick Sauber-Ferrari          | 57      | +25,360            | 12               | 4       |
| 9                                                                         | 20    | Kevin Magnussen  | Haas-Ferrari                 | 57      | +32,177            | 10               | 2       |
| 10                                                                        | 4     | Lando Norris     | McLaren-Mercedes             | 57      | +35,762            | 3                | 2       |
| 11                                                                        | 77    | Valtteri Bottas  | Kick Sauber-Ferrari          | 57      | +50,243            | 13               |         |
| 12                                                                        | 44    | Lewis Hamilton   | Mercedes                     | 57      | +56,122            | 6                |         |
| 13                                                                        | 22    | Tsunoda Yūki     | RB-Honda RBPT                | 57      | +1:01,100          | 14               |         |
| 14                                                                        | 30    | Liam Lawson      | RB-Honda RBPT                | 57      | +1:02,656          | 17               |         |
| 15                                                                        | 23    | Alexander Albon  | Williams-Mercedes            | 56      | +1 vòng            | 16               |         |
| Bỏ cuộc                                                                   | 27    | Nico Hülkenberg  | Haas-Ferrari                 | 39      | Kẹt trong bãi sỏi  | 18               |         |
| Bỏ cuộc                                                                   | 11    | Sergio Pérez     | Red Bull Racing-Honda RBPT   | 38      | Bộ ly hợp          | 9                |         |
| Bỏ cuộc                                                                   | 18    | Lance Stroll     | Aston Martin Aramco-Mercedes | 8       | Hư hỏng do va chạm | 15               |         |
| Bỏ cuộc                                                                   | 31    | Esteban Ocon     | Alpine-Renault               | 0       | Va chạm            | 20               |         |
| Bỏ cuộc                                                                   | 43    | Franco Colapinto | Williams-Mercedes            | 0       | Va chạm            | 19               |         |
| Vòng đua nhanh nhất: Lando Norris (McLaren-Mercedes) – 1:22,384 (vòng 56) |       |                  |                              |         |                    |                  |         |
| Nguồn:                                                                    |       |                  |                              |         |                    |                  |         |

Ghi chú
- ^1  – George Russell nhận án phạt năm giây vì tụt lại sau xe an toàn hơn mười chiều dài xe. Vị trí cuối cùng của anh không bị ảnh hưởng bởi án phạt.[15]
- ^2  – Bao gồm một điểm cho vòng đua nhanh nhất.[16]